# Hale Somarasanahalli, Kolar
Hale Somarasanahalli là một làng thuộc tehsil Kolar, huyện Kolar, bang Karnataka, Ấn Độ.